# 锦溪镇 (龙泉市)
锦溪镇，是中华人民共和国浙江省丽水市龙泉市下辖的一个乡镇级行政单位。

## 行政区划
锦溪镇下辖以下地区：
下锦村、中锦村、吴林村、乌岙村、上锦村、肖庄村、半溪村、山坑村、贵坑村、墙夹村、岭根村、岭上村、百里村和黄永村。